# Christian Borrego
Christian Borrego Isabel (Madrid, 5 de octubre de 1996), más conocido como Chiki, es un futbolista español que juega de delantero y actualmente pertenece a la plantilla del F.C. Cartangena de la Primera Federación.

## Trayectoria
Nacido en Madrid, Chiki es un jugador formado en la cantera del CD Leganés. En 2015 debutaría con el CD Leganés B, club con el que llegó a jugar dos temporadas en la Tercera División de España. 
En la temporada 2017-18, abandona el club pepinero y firma por el CF Rayo Majadahonda de la Segunda División B de España, con el que disputa 21 partidos en los que anota 3 goles. Al término de la temporada, el conjunto madrileño lograría el ascenso a la Segunda División de España venciendo al FC Cartagena en la final de la eliminatoria por el play-off de ascenso.
El 26 de julio de 2018, firma por el Real Sporting de Gijón "B" de la Segunda División B de España, en el que permanecería durante dos temporadas. En la temporada 2018-19 disputa 37 partidos en los que anota 4 goles y en la temporada 2019-20 disputa 24 partidos en los que anota 5 goles.
En la temporada 2020-21, firma por el Unió Esportiva Cornellà de la Segunda División B de España, con el que disputa 21 partidos y anota 6 goles. En la siguiente temporada, forma parte del equipo catalán en la Primera División RFEF, donde anotaría la cifra de 13 goles en los primeros 30 encuentros de la competición.
El 11 de julio de 2022, firma por la A. D. Alcorcón de la Primera División RFEF.
El 3 de julio de 2024, pasa a formar parte de la plantilla del Racing Club de Ferrol.
El 5 de agosto de 2025, ficha por el F.C. Cartagena de la Primera Federación.